# Tenayasjön
Tenayasjön (engelska: Tenaya Lake) är en insjö belägen bland bergen i Yosemite nationalpark i Kalifornien, USA. Sjöns yta är 2 484 meter över havet. Sjön är bildad av glaciäraktivitet som lämnade efter sig lätt granitsten, vars skönhet uppmärksammades redan av indianerna. Idag är Tenayasjön lättillgänglig via State Route 120 och är en ett populärt resmål för vattenaktiviteter.

## Historia
Tenayasjön är uppkallad efter indianen Chief Tenaya, som mötte Mariposabrigaden inte långt från dess sjökant. Tenaya menade dock att sjön redan hade ett namn: Pie-we-ack, eller "De skinande stenarnas sjö". Detta ursprungliga namn finns idag skrivet på en granitkupol öster om sjön.
Som en del av 1864 års Yosemite grant, är området den första marken som fick federalt skydd för att bevaras och användas av allmänheten. Yosemite blev nationalpark 1916.  
År 1868 skrev John Muir om Tenayasjöns skönhet och tidlöshet i My First Summer in the Sierra.

## Geologi
Tenayasjön bildades av Tenayaglaciären, som vällde ut ur den det stora istäcket Tuolumne och ned till Yosemitedalen. Samma glaciär skapade också Half Dome.